# Melkumani
Melkumani (Melcumani, Merromenoi ili Melkomenioi; grčki: Μελκομένιοι) bilo je ilirsko pleme. Melcumani su imali 24 dekurije.
Na nekadašnjem graničnom području Ardijejaca i Autarijati od tada se u povijesnim izvorima (Apian) pojavljuje šira lepeza etničkih ilirskih zajednica kao ostatak te široke zajednice poznate Grcima i Rimljanima pod imenom Autarijati.
Dolaskom sa sjevera Melkumani (Merromènoi) su naselili Gatačko polje, te u razdoblju od 5. do 4. stoljeća pr. n. e. sudjeluju u osnivanjima plemenskih saveza koji se kasnije pretvaraju u prvu ilirsku državnu formaciju koja krajem tog vijeka ima odlike prave države s kraljem.